# Tystnad

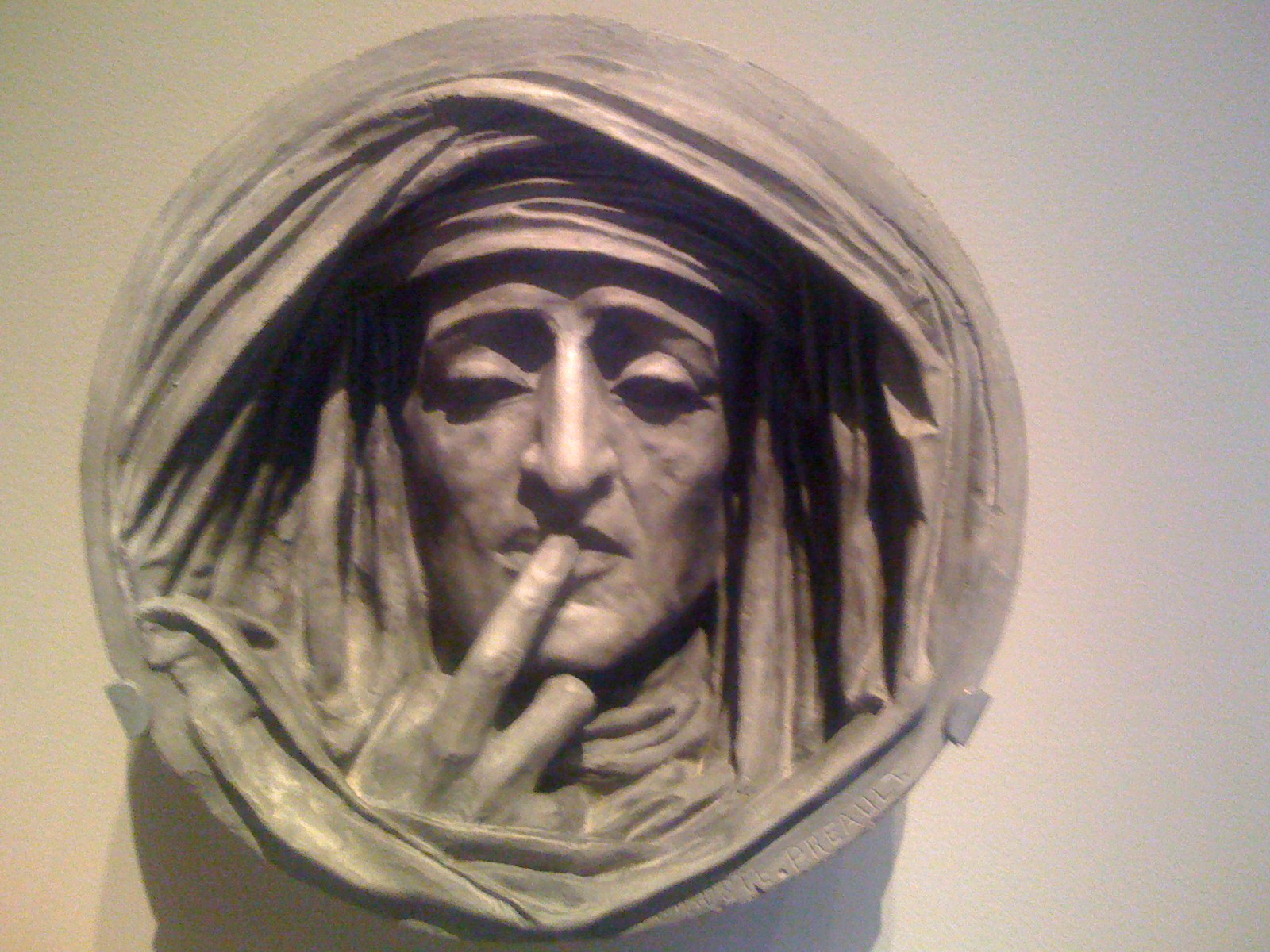
"Tystnaden" av Antoine-Augustin Préault.

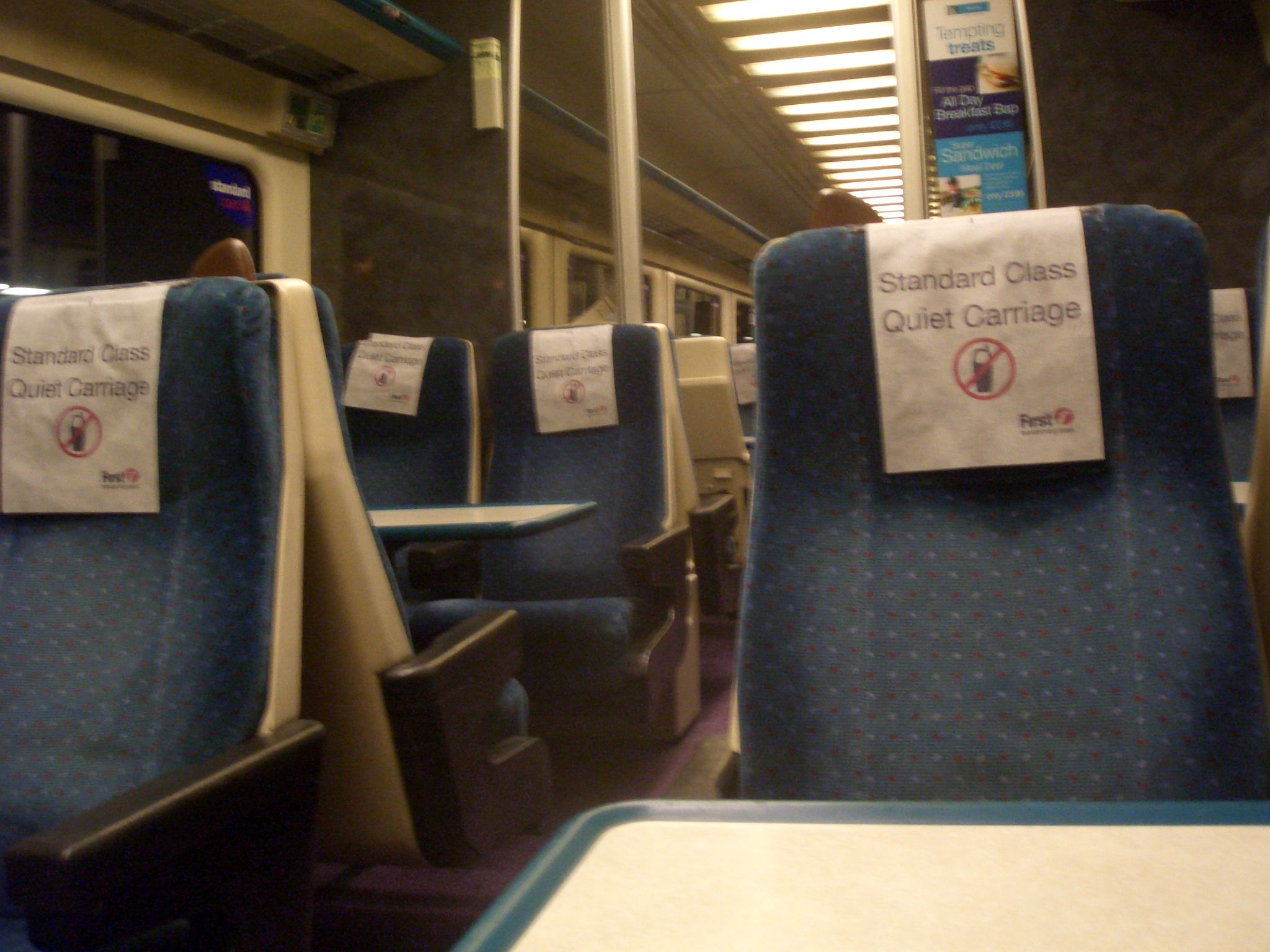
I de tysta vagnarna på tåg måste mobiltelefoner vara inställda på tyst läge och endast diskreta samtal mellan passagerare får föras.

Tystnad är en relativ eller total frånvaro av ljud. Omgivningar där ljudnivån inte överstiger 20–30 decibel betraktas som tysta. Tystnad gör att andra och mer subtila ljud som de från naturen, får tillfälle att komma fram.
I många kulturer använder människor tystnad för att visa sin vördnad och respekt för något. En tyst minut hålls ibland efter olyckor, vid minneshållande eller vid begravningar av offentliga personer. Till exempel hölls i januari 2005 en tyst minut för att hedra de människor som omkom i flodvågskatastrofen som den 26 december 2004 drabbade bland annat Thailand.

Ett berömt verk av avantgardekompositören John Cage heter 4'33" och består i sin helhet av fyra minuter och trettiotre sekunders tystnad. Trots att ingen musik i traditionell mening framförs är det dock inte tyst i ordets striktaste mening, detta eftersom besökaren fortfarande kan höra ljud, dels från den som framför verket och dels från andra människor i lokalen. Medan verket "spelas" vänds notbladen allteftersom kompositionen fortskrider.  Med verket kan man säga att Cage suddar ut gränsen mellan vad som är musik och vad som är vardagsljud, samt lyfter det faktum att det egentligen aldrig är riktigt tyst. Cage säger så här om tystnad: 
| ” | Until I die there will be sounds. And they will continue following my death. One need not fear about the future of music. | „ |

## Språk
Tystnad av olika längd är kanske den viktigaste beståndsdelen i de flesta språk. Inte bara för att ge utrymme för syresättning hos talaren utan också för att skapa olika former av innehåll och tyngd i det som förmedlas.